# Nicu Vlad
Nicu Vlad, född 1 november 1963 i Piscu, är en rumänsk före detta tyngdlyftare.
Vlad blev olympisk guldmedaljör i 90-kilosklassen i tyngdlyftning vid sommarspelen 1984 i Los Angeles.